# District de Jianye
Pour les articles homonymes, voir Jianye (homonymie).
Le district de Jianye (建邺区 ; pinyin : Jiànyè Qū) est une subdivision administrative de la province du Jiangsu en Chine. Il est placé sous la juridiction de la ville sous-provinciale de Nankin (Nankin).